# Хонгор-Бие
Хонгор-Бие (якут. Хоҥор Биэ) — село в Намском улусе Якутии России. Административный центр и единственный населённый пункт Салбанского наслега. Население — 324 чел. (2021), большинство — якуты .

## География
Село расположено в пределах Центрально-Якутской равнины.
уличная сеть
ул. В. А. Жирковой, ул. Д. В. Аммосова, ул. Д. Н. Винокурова, ул. Е. А. Харлампьева, ул. Егора Ларионова, ул. И. В. Эверстова, ул. Комсомольская, ул. М. А. Канаевой, ул. П. Н. Протопопова
Географическое положение
Расстояние до улусного центра — село Намцы — 72 км..
Климат
Средняя температура января −42 °C, июля +17…+18 °С. Осадков выпадает около 200—250 мм в год.

## История
Согласно Закону Республики Саха (Якутия) от 30 ноября 2004 года N 173-З N 353-III село возглавило образованное муниципальное образование Салбанский наслег.
В 2018 году ГУП «ТЦТР Республики Саха (Якутия)» завершило первый этап проекта проведения высокоскоростного оптоволоконной связи «Кобяйский экспресс» по маршруту «Якутск – Ергелех – Хонгор-Бие – Новая Кальвица – Сангар».

## Население
| 2002 | 2010 | 2012 | 2013 | 2014 | 2015 | 2016 | 2017 | 2018 | 2019 | 2020 |
| ---- | ---- | ---- | ---- | ---- | ---- | ---- | ---- | ---- | ---- | ---- |
| 338  | ↗345 | ↘331 | ↘322 | ↗324 | ↗327 | ↗339 | ↘325 | ↗329 | ↘319 | ↘318 |
| 2021 |      |      |      |      |      |      |      |      |      |      |
| ↗324 |      |      |      |      |      |      |      |      |      |      |

Национальный состав
Согласно результатам переписи 2002 года, в национальной структуре населения якуты составляли 99 % от общей численности населения в 338 чел..

## Инфраструктура
Животноводство (мясо-молочное скотоводство, мясное табунное коневодство).
Клуб, средняя общеобразовательная школа, учреждения здравоохранения и торговли.
Почтовое отделение 678395 (ул. Жирковой, 9/1).
Газ.

## Транспорт
Автомобильный транспорт.